# Gerhard Tagwerker
Gerhard Tagwerker (* 19. Februar 1932 in Klagenfurt) ist ein deutscher Bildhauer und Jazzmusiker. Er hat vor allem sakrale Kunst für über 100 Kirchen größtenteils in Südwestdeutschland geschaffen.

## Leben
Er wurde in Klagenfurt geboren. Die Familie verzog ins nordböhmische Teplitz-Schönau, als er zwei Jahre alt war. Nach Kriegsende entging er nur knapp bei der Vertreibung der Deutschen aus Böhmen seiner Erschießung. Seine Schulausbildung schloss er danach in Eisenach ab, bevor er in Bamberg eine Ausbildung als Bildhauer und Stuckateur absolvierte. Seine Tätigkeitsfelder dabei waren hauptsächlich im Wiederaufbau der kriegszerstörten Bamberger Schlösser und Kirchen. Zu jener Zeit besuchte er auch Abendseminare in Würzburg, wo er Bass, Posaune und Schlagzeug erlernte. Darauf war er in Friedrichshafen bei der Sanierung der Schlosskirche beteiligt und nebenbei als Musiker auf Bodensee-Ausflugsschiffen tätig.
Anfang der 1950er Jahre kam er nach Stuttgart, wo er am Wiederaufbau der Stiftskirche beteiligt war. Dort lernte er Otto Hajek kennen, der ihn zu einem Kunststudium ermunterte. Tagwerker absolvierte erst ein Grafikstudium an der Freien Akademie Merz und wechselte dann an die Staatliche Akademie der Bildenden Künste Stuttgart, wo er Meisterschüler bei den Professoren Peter Otto Heim und Rudolf Hoflehner war. Sein Studium finanzierte er durch Auftritte als Jazzmusiker.
Nach Abschluss seines Studiums war er als freier Künstler vor allem bei der Ausgestaltung von Kirchen in Baden-Württemberg, Rheinland-Pfalz, Hessen und Bayern tätig. Sein Beitrag umfasste häufig ein Gesamtkonzept aus Wandgestaltung, Altären, Kreuzen, Tabernakeln, Taufsteinen, Figuren und Portalen. Sehr viele Aufträge erhielt er bei Kirchenbauten von Eberhard Steim, auch für Karl Hans Neumann hat er zahlreiche Kirchen ausgestattet.
Von 1972 bis 1997 war er außerdem Kunstlehrer am Eduard-Spranger-Gymnasium in Filderstadt, wo er eine Jazz-AG gründete.
Er lebt und arbeitet in Leinfelden-Echterdingen.

## Werk

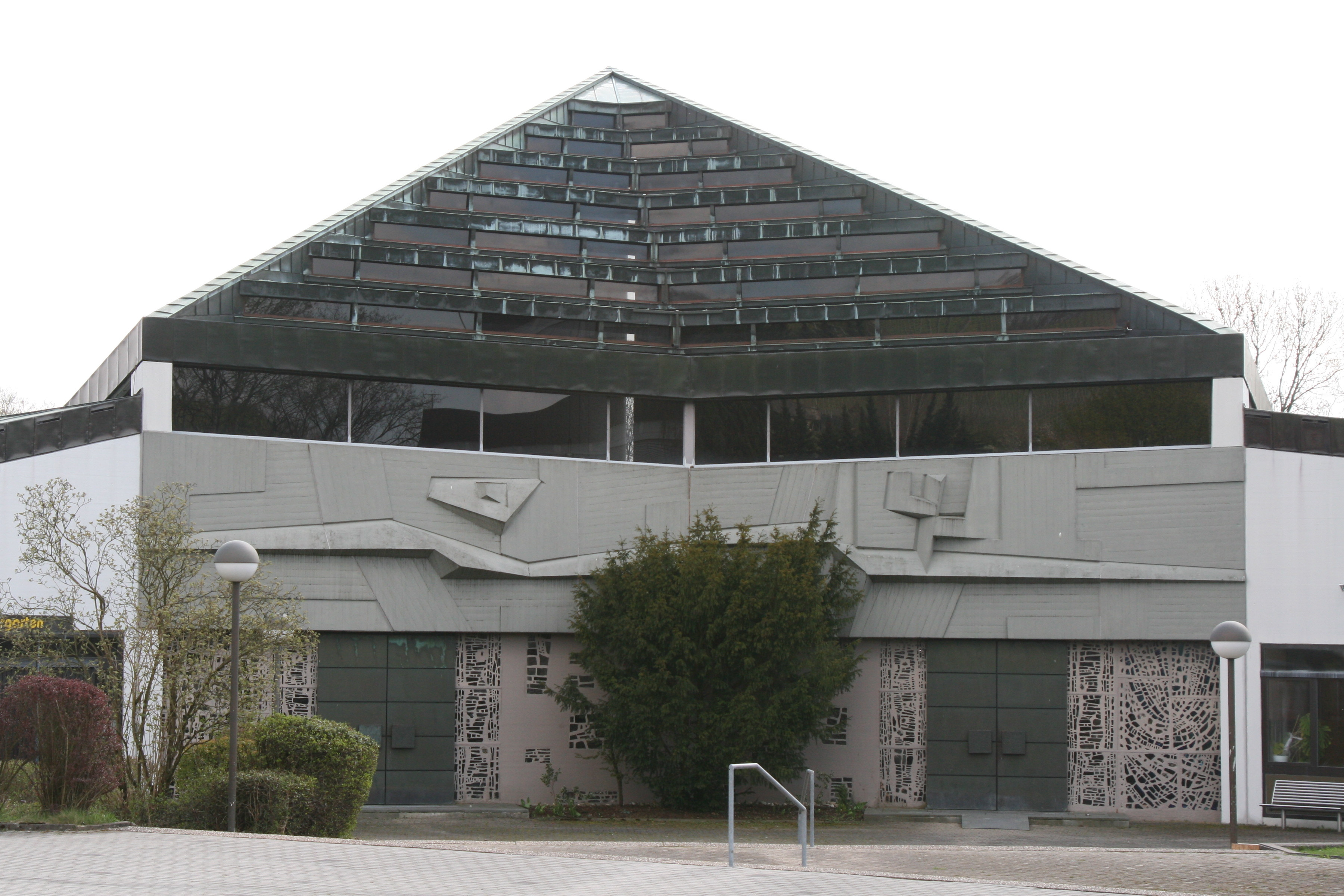
Betonrelief an der Vaterunser-Kirche in Willsbach

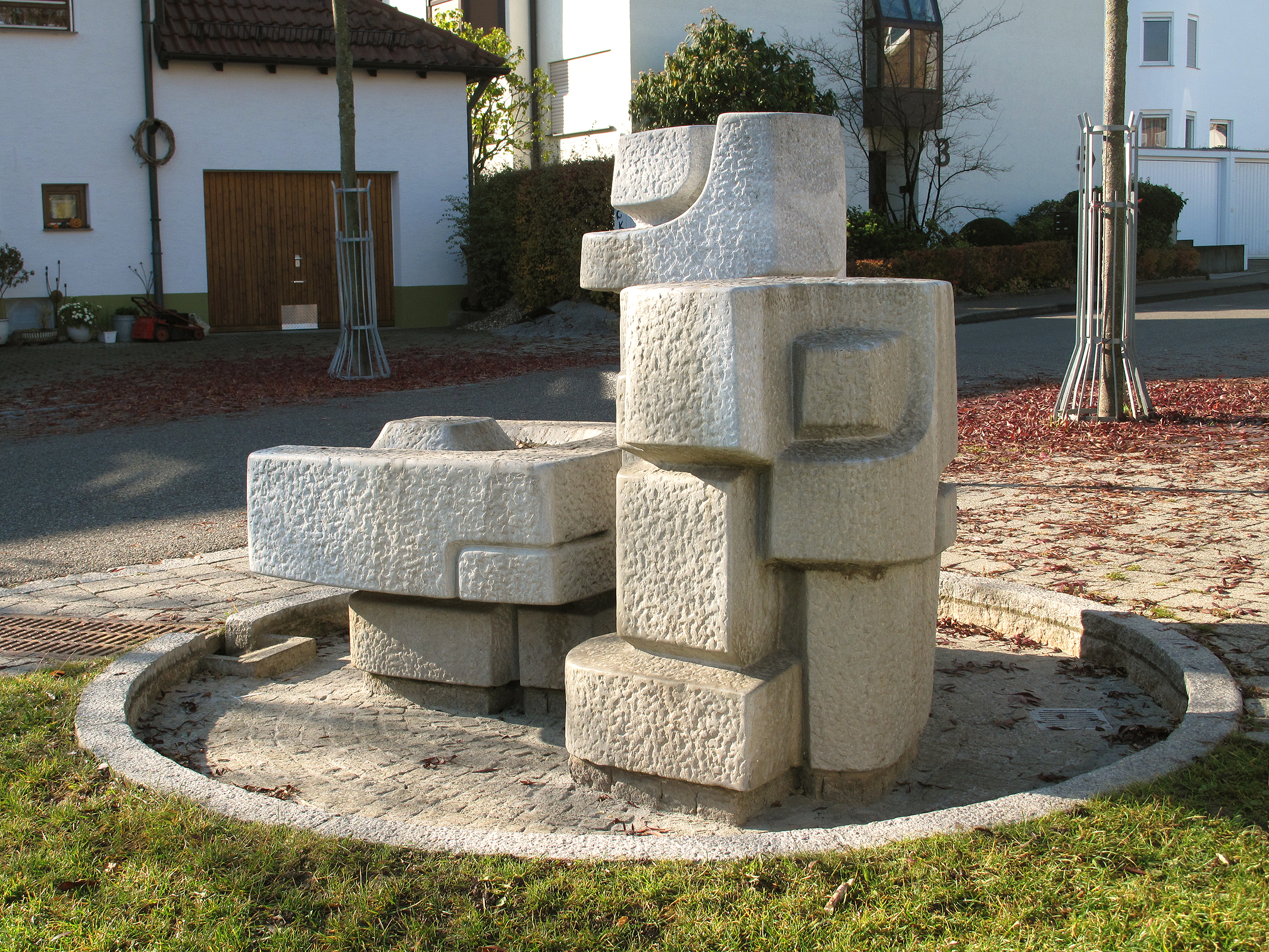
Konstruktive Brunnenskulptur in Leinfelden-Echterdingen

Gerhard Tagwerker hat über 100 Kirchen ausgestattet. Dazu zählen:
- Vaterunser-Kirche, Obersulm-Willsbach
- St. Johannes, Neckarsulm
- St. Petrus in Ketten, Haslach
- St. Georg und Sebastian, Untersulmetingen
- Pfarrkirche St. Michael, Höfingen
- Gemeindezentrum St. Paulus, Lauffen am Neckar
- Gemeindezentrum St. Bonifatius, Hochheim am Main
- Pfarrkirche St. Sebastian, Silz-Münchweiler
- Gemeindezentrum Edith-Stein-Haus, Leonberg
- Gemeindezentrum St. Franziskus, Warmbronn

Zu seinen Hauptwerken zählen außerdem die Großplastik Edith Stein in St. Peter bei Freiburg, die Ackermann-Gruppe in Zuffenhausen, die Skulptur des Bischofs Georg Moser im Bohnenviertel in Stuttgart und das Relief Christus trägt uns als sein Kreuz am Bischofshaus in Rottenburg.